# Betel (Paulínia)
Betel es un distrito perteneciente de la ciudad de Paulínia, en el Estado de São Paulo, en Brasil.

## Localización
Situado a 5 kilómetros del centro de Paulínia, por la Autopista Doutor Roberto Moreira.

## División administrativa
El distrito comprende 20 barrios que lo componen. Son:
- Boa Esperança
- Business Center
- Centro Empresarial Nossa Senhora de Fátima
- Condomínio Santa Izabel
- Fazenda do Deserto
- Figueira Branca
- GreenVille
- Jardim Ivone Alegre
- Morro Azul
- Moradas de Betel
- Okinawa
- Parque das Industrias
- Pesqueiro Santo Antônio
- Pólo de Ensino Profissional
- Porto do Sol
- Residencial das Paineiras
- Residencial Manacás
- Sítio Bonomi
- Unicamp (CPQBA)
- Vila Franca